# Aunkofen (Marklkofen)
Aunkofen ist ein Gemeindeteil der Gemeinde Marklkofen im niederbayerischen Landkreis Dingolfing-Landau.

## Lage
Aunkofen liegt im Vilstal etwa zwei Kilometer östlich von Marklkofen an der Staatsstraße 2083 südlich des Vilstalsees.

## Geschichte
Der Ort Aunkouen ist bereits auf der Karte des Sebastian Münster von ca. 1550 eingetragen. Auch auf späteren Landkarten wie der Karte des Johann Baptist Homann von ca. 1710 ist Aunkofen, das dem Landgericht Reisbach unterstellt war, zu sehen.
Es gehörte ab Anfang des 19. Jahrhunderts zum Steuerdistrikt und zur Gemeinde Reith, die 1838 vom Landgericht Landau zum neu errichteten Landgericht Dingolfing kam. Nach Auflösung der Gemeinde Reith wurde Aunkofen im Zuge der Gebietsreform in Bayern am 1. April 1971 in die Gemeinde Marklkofen eingegliedert. 1987 hatte Aunkofen 62 Einwohner.

## Sehenswürdigkeiten
- Wallfahrtskirche St. Leonhard. Das Langhaus und der Unterbau des Turmes stammen vermutlich aus dem 14. Jahrhundert. Der Chor wurde im 15. Jahrhundert erweitert, barocke Veränderungen des 18. Jahrhunderts wurden bei der Restaurierung 1891 teilweise rückgängig gemacht.